# Orléans (circonscription fédérale)
Pour les articles homonymes, voir Orléans (homonymie).
Circonscription électorale fédérale du Canada
Orléans (auparavant connue sous les noms de Ottawa-Orléans, Gloucester–Carleton et de Carleton–Gloucester) est une circonscription électorale fédérale en Ontario (Canada).

## Circonscription fédérale
La circonscription englobe la partie est de la ville d'Ottawa, longeant la rivière des Outaouais. 
Les circonscriptions limitrophes sont Ottawa—Vanier, Ottawa-Sud, Carleton (Nepean—Carleton), Glengarry—Prescott—Russell, Gatineau, et Pontiac. 
De 2006 à 2015, le député fédéral a été le conservateur Royal Galipeau. Il a été battu à l'élection du 19 octobre 2015 par le libéral Andrew Leslie. Auparavant Orléans avait été représentée par les libéraux Marc Godbout et Eugène Bellemare.

## Résultats électoraux
|       | Candidat                 | Parti        | # de voix | % des voix |
|       | (sortant) Royal Galipeau | Conservateur | +28 584,  | 44,55 %    |
|       | David Bertschi           | Libéral      | +24 649,  | 38,42 %    |
|       | Martine Cénatus          | NPD          | +09 086,  | 14,16 %    |
|       | Paul Maillet             | Vert         | +01 839,  | 2,87 %     |
| Total | Total                    | Total        | 64 158    | 100 %      |

|       | Candidat                 | Parti        | # de voix | % des voix |
|       | (sortant) Royal Galipeau | Conservateur | +27 206,  | 44,84 %    |
|       | Marc Godbout             | Libéral      | +23 504,  | 38,74 %    |
|       | Amy O'Dell               | NPD          | +06 127,  | 10,1 %     |
|       | Paul Maillet             | Vert         | +03 833,  | 6,32 %     |
| Total | Total                    | Total        | 60 670    | 100 %      |

### Historique
La circonscription de Carleton—Gloucester apparut en 1987 à partir de Nepean—Carleton et d'Ottawa—Carleton. Elle fut renommée Gloucester—Carleton en 1996, Carleton—Gloucester en 1997 et Ottawa—Orléans en 2000.
| Législature                                                                                 | Années       | Député               | Député           | Parti        |
| ------------------------------------------------------------------------------------------- | ------------ | -------------------- | ---------------- | ------------ |
| Carleton—Gloucester issue de Glengarry—Prescott—Russell, Nepean—Carleton et Ottawa—Carleton |              |                      |                  |              |
| 34e                                                                                         | 1988–1993    |                      | Eugène Bellemare | Libéral      |
| 35e                                                                                         | 1993–1997    |                      | Eugène Bellemare | Libéral      |
| 36e                                                                                         | 1997–2000    |                      | Eugène Bellemare | Libéral      |
| Ottawa—Orléans                                                                              |              |                      |                  |              |
| 37e                                                                                         | 2000–2004    |                      | Eugène Bellemare | Libéral      |
| 38e                                                                                         | 2004–2005    | Marc Godbout         |                  | Libéral      |
| 39e                                                                                         | 2006–2008    |                      | Royal Galipeau   | Conservateur |
| 40e                                                                                         | 2008–2011    |                      | Royal Galipeau   | Conservateur |
| 41e                                                                                         | 2011–2015    |                      | Royal Galipeau   | Conservateur |
| Orléans                                                                                     |              |                      |                  |              |
| 42e                                                                                         | 2015–2019    |                      | Andrew Leslie    | Libéral      |
| 43e                                                                                         | 2019–2021    | Marie-France Lalonde |                  | Libéral      |
| 44e                                                                                         | 2021–présent | Marie-France Lalonde |                  | Libéral      |

## Circonscription provinciale
Depuis les élections provinciales ontariennes du 4 octobre 2007, l'ensemble des circonscriptions provinciales et des circonscriptions fédérales sont identiques.